# Euphorbia paniculata
Euphorbia paniculata là một loài thực vật có hoa trong họ Đại kích. Loài này được Desf. mô tả khoa học đầu tiên năm 1798.

## Hình ảnh

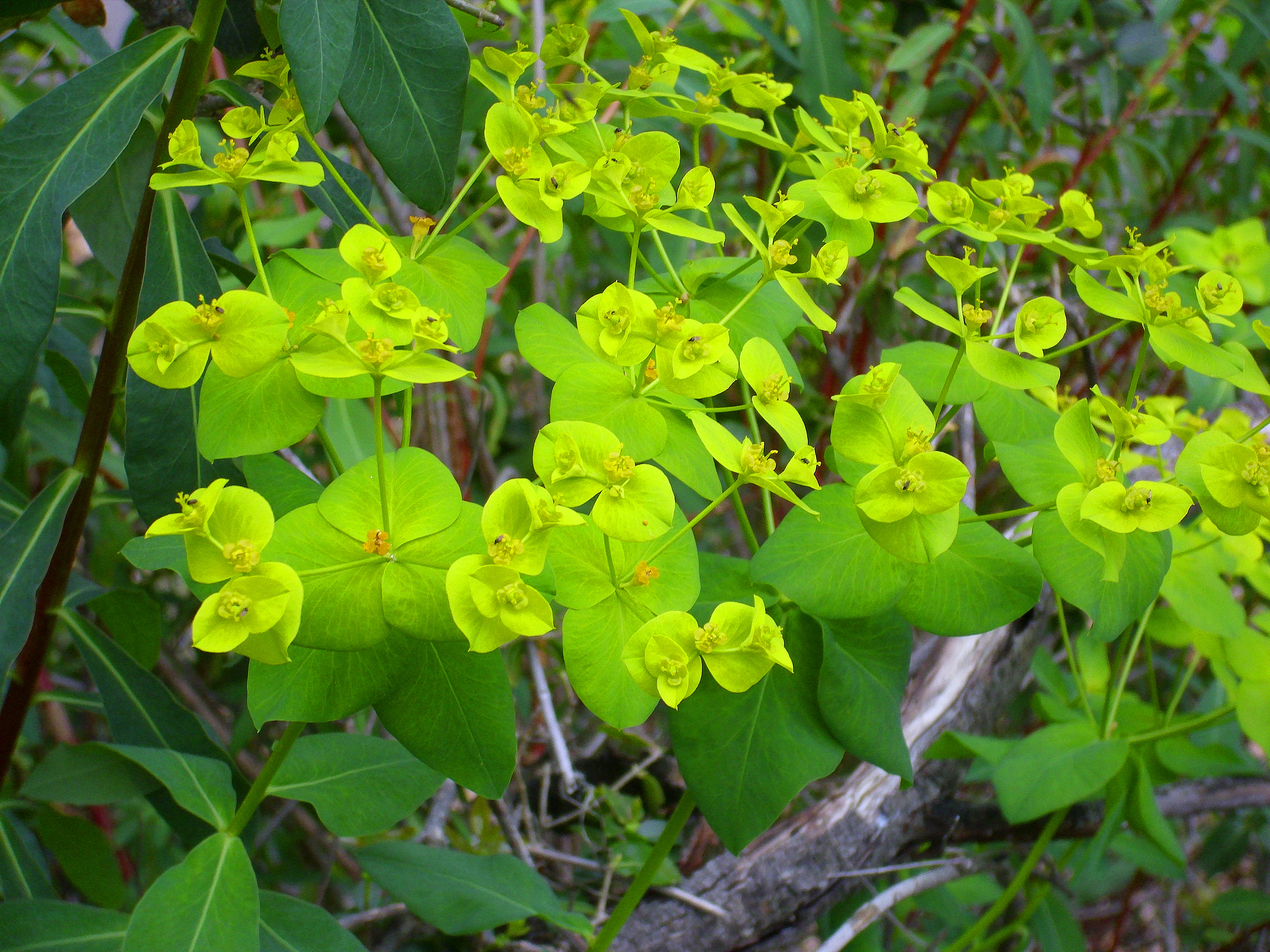